# Арсам
Арсам (староперс. Аршāма; „онај ко има снагу хероја“, грч. Ἀρσάμης, перс. ارشام‎) је био краљ Парсумаша (Фарса; „Perсije“), односно једне од тадашње две персијске краљевине (друга је била Аншан) које су претходиле стварању Ахеменидског Персијског царства.

## Породица
Арсам је био син Аријарамна, и отац Хистаспа (сатрапа Партије) и Фарнака I. Према доступним историјским изворима, доживео је дубоку старост односно крунисање свог унука Дарија Великог, за време чије владавине је и умро. У сваком случају, претпоставља се да је реч о једном од најстаријих владара тога доба, јер је најверојатније умро у 90-им годинама свог живота.

## Историјски извори
Године 1945. у иранском граду Хамадану (покрај древне Екбатане) пронађене су две златне плочице на староперсијском језику које спомињу Арсама и његовог оца Аријарамна, али је поузданост тих историјских записа дискутабилна будући да они нису пронађени под контролисаним археолошким истраживањима. Други историјски извор су Бехистунски натписи Дарија Великог који спомиње да му је претходило осам ахеменидских краљева, што укључује и Арсама.

## Значај
Након деценије ипо владавине, Арсам је своју круну предао другом краљу из ахеменидске династије, Киру Великом. Ово уједињење два персијских краљевства Парсумаша и Аншана означило је почетак стварању моћне Ахеменидског Персијског царства.

## Популарна култура
Према древном владару Арсаму назван је Хеви метал бенд „Arsames“ из Ирана, чији текстови најчешће говоре о древном царству; нпр. песмеCyrus The Great, The Gates of Persia и Immortal Identity.